# Sionismo socialista
El sionismo socialista (en hebreo: צִיּוֹנוּת סוֹצְיָאלִיסְטִית‎, romanizado: tziyonut sotzyalistit), también conocido como sionismo laborista, es el nombre que recibe el ala izquierda tradicional del sionismo y se orientó históricamente hacia el movimiento obrero judío.

## Características
A diferencia de la rama política del sionismo, fundada por Theodor Herzl y continuada por Chaim Weizmann, el sionismo socialista no creyó que pudiera crearse un Estado judío apelando simplemente a la comunidad internacional o recurriendo al apoyo de naciones poderosas como Gran Bretaña, Alemania o el Imperio otomano. Por el contrario, varios sionistas socialistas creyeron que solo se podría crear un Estado judío como parte de la lucha de clases, con los esfuerzos de la clase obrera judía asentada en Palestina y que construiría un Estado a través de la creación de kibutz y de moshav en el campo y de un proletariado judío en las ciudades.
Asimismo, históricamente fue la corriente dominante del movimiento sionista desde su surgimiento hasta la década de 1970.
Según el filósofo judío George Steiner, si bien el sionismo socialista tendió en general a querer una relación igualitaria con la población palestina, el proyecto se dificultaba por las propias necesidades del Estado.
De acuerdo con el filósofo Ludovico Silva, Moses Hess sostuvo desde un judaísmo socialista que la alienación religiosa es simplemente la expresión de la alienación social en la cual el trabajador, al estar excluido de la propiedad privada, se ve forzado a alienar su trabajo en las mercancías que él produce pero que no le pertenecen, con lo cual el dinero se convierte en una deidad.

## Pensadores y líderes sionistas socialistas

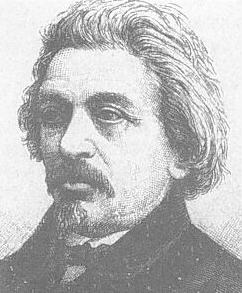
Moses Hess, filósofo precursor de lo que luego sería el sionismo socialista

Entre los pensadores principales de esta corriente están:
- Moisés Hess: principalmente por su obra Roma y Jerusalén.[3]
- Dov Ber Borojov: formuló bases del sionismo proletario[4] y, además, formó parte de Poalei Zion y fue comandante de las Brigadas Judías del Ejército Rojo durante la Revolución de Octubre en Rusia.[1]
- Berl Katznelson
- Nachman Syrkin
- Aaron David Gordon
- David Ben-Gurión: líder del Partido de los Trabajadores de la Tierra de Israel (Mapai) de orientación socialista democrática.[1]
- Martin Buber: fue defensor de un sionismo cultural centrado en la renovación espiritual y cultural del pueblo judío en Palestina, especialmente inspirado en la tradición jasídica, y no tanto en el establecimiento de un Estado judío en sí. Al mismo tiempo, defendía la necesidad de construir un socialismo comunitario, descentralizado y federal en cooperación con la población árabe nativa, basado en una filosofía del diálogo con el otro. En este sentido, a medida que avanzaba el tiempo, Buber fue cada vez más crítico con el sionismo oficial del Estado de Israel.[5][6]

## Apoyo de Stalin al sionismo
Aunque no fue exactamente un sionista socialista, Iósif Stalin apoyó en la creación del Estado de Israel en 1947, ya que esperaba que fuese un aliado en Asia Occidental para contrarrestar la influencia británica en la región. No obstante, su respaldo no duró mucho.
Por otra parte, anteriormente en la década de 1920, Stalin había creado primero en Crimea un espacio para la población judía soviética, pero enfrentó problemas con la población local; sin embargo, más tarde Stalin funda el Óblast autónomo Hebreo en Siberia, que aunque resultó un fracaso debido a la ubicación aislada del lugar todavía sigue existiendo.